# Cavallino-Treporti
Cavallino-Treporti (Cavalin-Treporti in veneto, pronuncia [kavaˈiŋ tɾɛˈpɔɾti]) è un comune italiano sparso di 13 102 abitanti della città metropolitana di Venezia in Veneto, già circoscrizione del comune di Venezia fino al 1999. Il nome deriva da due delle località che compongono il territorio.

## Geografia fisica
Il territorio del comune è una penisola litoranea che separa la Laguna veneta nord dal mare Adriatico. Il fiume Sile (che scorre nel vecchio alveo del Piave e per questo noto anche come Piave Vecchia) la separa a nord-est dal territorio comunale di Jesolo.
La penisola è divisa dalla laguna tramite il canale Pordelio che, verso ovest, si dirama in altri due canali, il Portosecco e il Saccagnana; sono tutti e tre navigabili. Il Pordelio termina nei pressi del Sile a cui è collegato tramite il canale Casson; la confluenza di quest'ultimo nel fiume è regolata da una chiusa.
Il territorio della penisola presenta una peculiarità: esso è circa raddoppiato a partire dal 1888, anno di costruzione della diga foranea che fermando presso essa le sabbie ha consentito l'avanzamento della superficie terrena che continua ancor oggi fino a star raggiungendo il fanale terminale della diga (nel 2016 manca solamente un centinaio di metri al suo interramento totale). Nel 1888 il mare giungeva fino all'attuale Punta Sabbioni, oggi distante 2 chilometri, avanzando perciò di circa 150 metri ogni 10 anni, determinando la formazione di un triangolo di nuova terra costiera che è andato a costituire il terreno per i campeggi, di proprietà demaniale e considerato zona militare (mentre il territorio originario ovvero quello interno è rimasto a vocazione agricola e proprietà privata). È proprio a causa della natura di zona militare (e quindi con divieto di edificazione) che nell'area neo-costiera non vi è stata urbanizzazione ma si sono sviluppati solo campeggi, nei relativi lotti assegnati in concessione dal demanio ai privati. Curiosamente, uno dei lotti fu assegnato dall'esercito italiano al partito comunista italiano (camping "I° maggio").

## Origini del nome
La denominazione del comune riprende quello delle due frazioni di Cavallino (toponimo riferito anche all'intero litorale) e Treporti.
Cavallino sembra ricalcare Equilium, l'antica Jesolo: deriverebbe dal venetico *equilo- o *ekilo- con il significato di "pascolo di cavalli" o simile.
Treporti allude invece all'antica presenza di tre porti-canale, ancora riconoscibili nell'attuale assetto idrografico.

## Storia
Il territorio fiorì in età romana (a Lio Piccolo sono stati portati alla luce i mosaici di una villa) e soprattutto nell'alto medioevo, quando nella Laguna nord sorsero importanti centri quali Torcello, Ammiana e Costanziaco. Il mutare delle condizioni ambientali e l'affermazione di Venezia portarono questi a decadere nei secoli successivi; la zona si impaludò e divenne malarica e fu recuperata solo durante le più tarde bonifiche che portarono alla fondazione degli attuali abitati. Testimonianza di ciò è la presenza della parola Ca' in numerosi toponimi, termine che indica una tenuta agricola. Contribuì al recupero della zona anche lo scavo del canale Cavallino (oggi canale Casson) che poté collegare la Laguna al Piave.
Dopo la Caduta della Repubblica di Venezia e l'istituzione dei comuni, l'attuale Cavallino-Treporti dipese da Burano e ne seguì le sorti quando quest'ultimo fu soppresso e integrato a Venezia (1923).
Infine, come accennato, con legge regionale n° 11 del 29 marzo 1999 fu scorporato da Venezia il territorio dell'ex quartiere 9 "Cavallino-Treporti", dopo che la popolazione si era espressa favorevolmente nel referendum del 13 dicembre 1998.

### Simboli
Lo stemma e il gonfalone del comune di Cavallino-Treporti sono stati concessi con decreto del presidente della Repubblica del 14 febbraio 2008.
Il gonfalone è un drappo di bianco.

## Monumenti e luoghi d'interesse

### Chiese

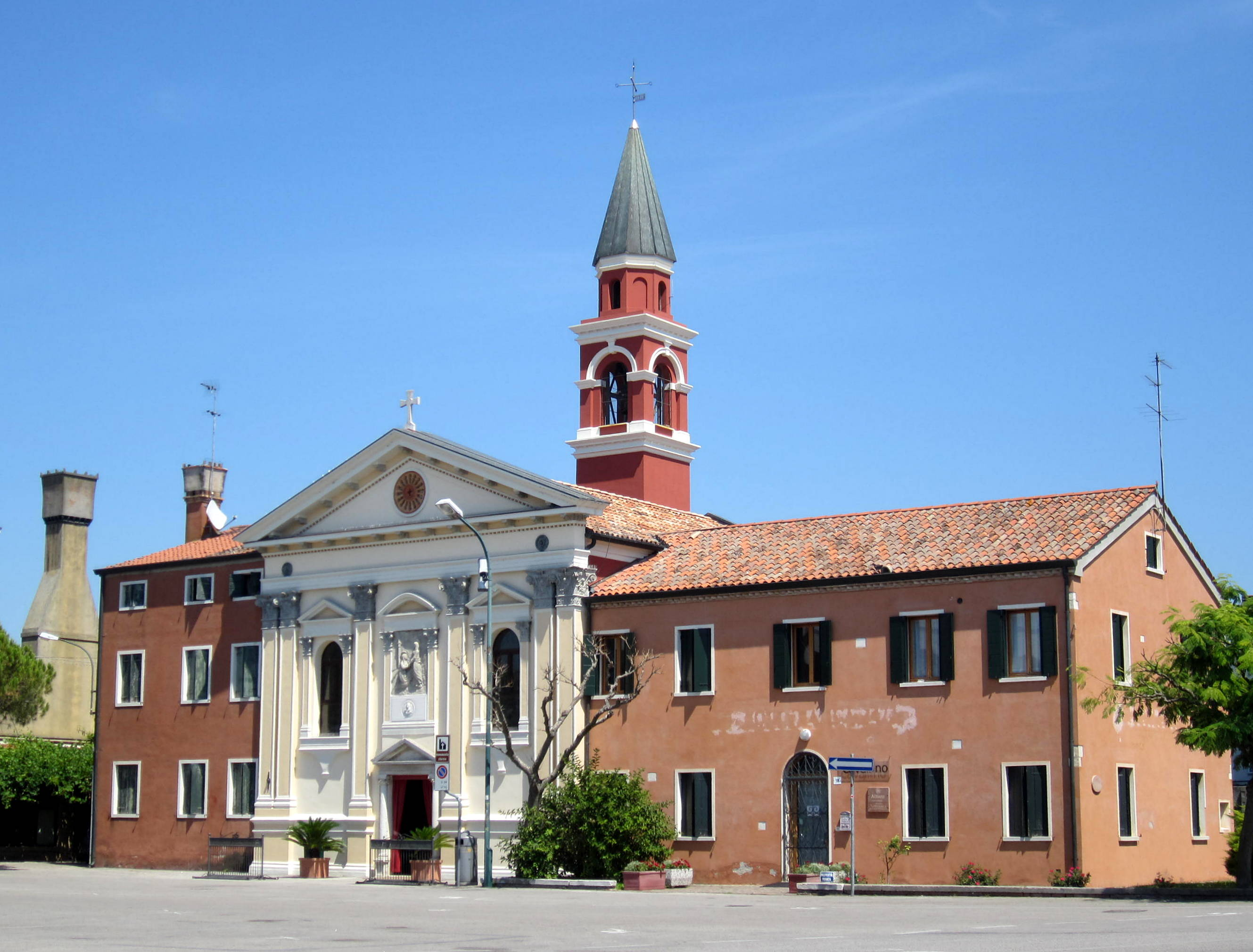
La Chiesa di Santa Maria Elisabetta a Cavallino

- Chiesa di Santa Maria Elisabetta a Cavallino, dove è custodita la pala di Pietro della Vecchia (1603–1678) Il sogno di san Giuseppe.
- Chiesa della Santissima Trinità a Treporti.

### Archeologia militare
- Batteria Amalfi
- Forte Treporti
- Batteria Vettor Pisani

### Aree naturali
- Le valli da pesca della Laguna di Venezia
- Punta Sabbioni
- Tegnue
- Lio Piccolo

## Società

### Evoluzione demografica
Abitanti censiti nell'attuale territorio comunale

### Etnie e minoranze straniere
Secondo i dati ISTAT al 31 dicembre 2015 la popolazione straniera residente era di 1 095 persone. Le nazionalità maggiormente rappresentate in base alla loro percentuale sul totale della popolazione residente erano:
- Romania 345 (2,56%)
- Albania 137 (1,01%)

## Cultura

### Eventi
- Uno degli eventi più importanti dell'anno era sicuramente il Palio Remiero delle Contrade di Cavallino-Treporti: le 12 "contrade" in cui è suddiviso il territorio (Faro Piave Vecchia, Cavallino, Ca' di Valle, Ca' Ballarin, Ca' Vio, Ca' Pasquali, Ca' Savio, Punta Sabbioni, Treporti, Saccagnana, Mesole e Lio Piccolo) si sfidavano ogni anno in una delle tradizioni più consolidate del territorio, la voga. La seconda domenica di giugno le 12 contrade davano luogo ad una spettacolare sfida a colpi di remo su caorline. Attualmente la tradizione è stata interrotta a data da destinarsi.
- Il "Beach on Fire" è uno spettacolo pirotecnico che si svolge dal 2005 lungo i 13 km di lunghezza della spiaggia, verso la fine di agosto. È entrato nel Guinness dei primati come "il più lungo spettacolo pirotecnico del mondo".[10]

## Geografia antropica

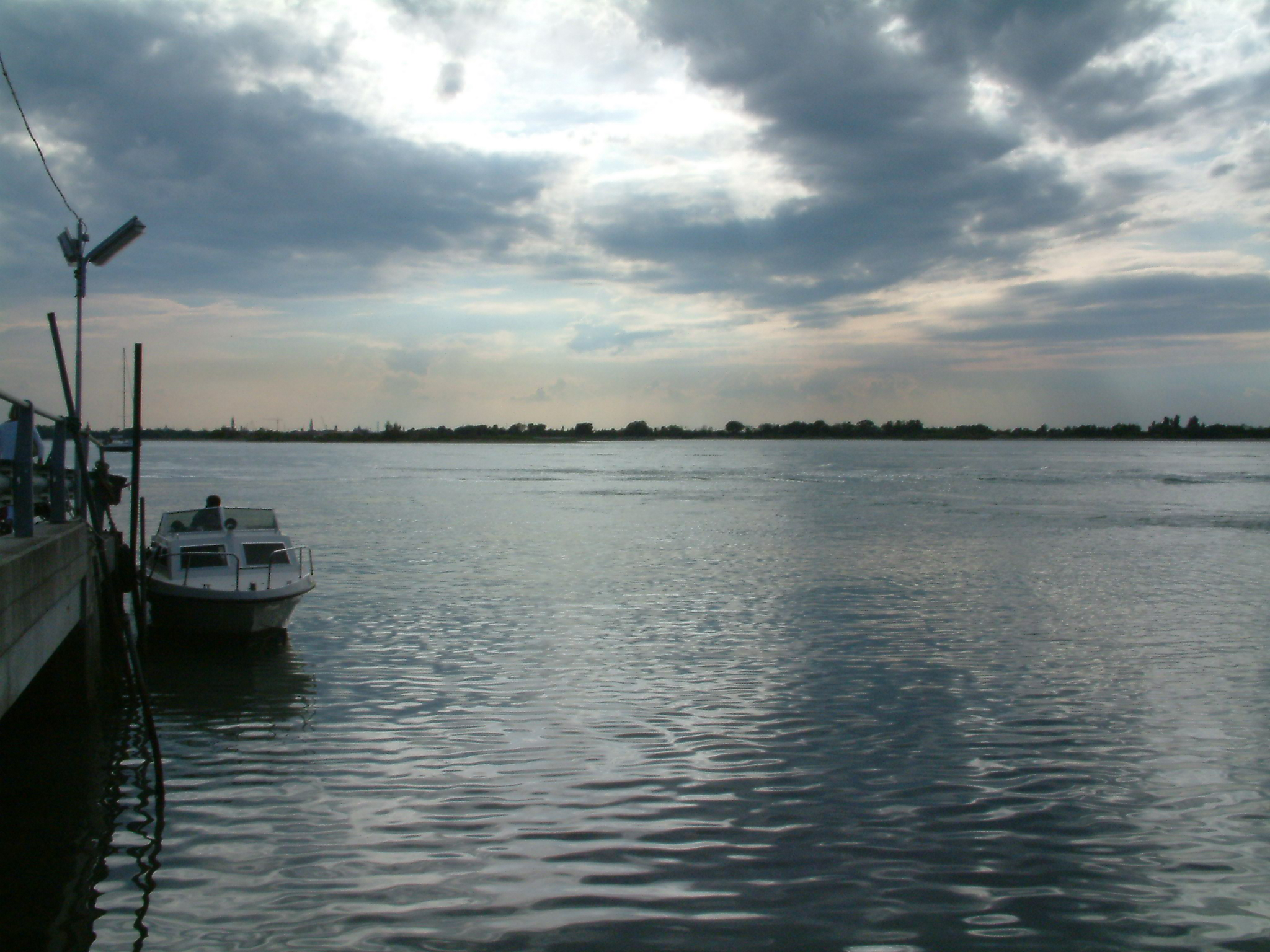
Il porto di Punta Sabbioni

### Frazioni
- Cavallino: nucleo originale del comune, si trova all'estremità orientale del territorio, affacciata sul tratto finale del canale Pordelio;
- Ca' di Valle: contigua a Cavallino, si trova a sud lungo via Fausta;
- Ca' Savio: frazione più grande e sede del comune;
- Treporti: sorge su un'isola a nord di Ca' Savio, verso la Laguna;
- Lio Grando: poco oltre Punta Sabbioni, lungo il canale di Treporti;
- Lio Piccolo: a nord di Treporti, circondata della Laguna, è raggiungibile tramite una strada panoramica;
- Mesole: minuscolo abitato tra Lio Piccolo e Treporti;
- Saccagnana: a nordest di Treporti;
- Ca' Vio: affacciata al canale Pordelio, contigua a Ca' Savio verso nordest;
- Ca' Pasquali: contigua a Ca' Vio a est lungo via Fausta verso Ca' Ballarin;
- Ca' Ballarin: contigua a Ca' Pasquali ad est lungo via Fausta verso Ca' di Valle;
- Punta Sabbioni: si trova all'estremità ovest del litorale, di fronte al Porto di Lido.

## Economia

### Turismo
L'economia del comune si basa soprattutto sul turismo estivo. Le elevante presenze posizionano Cavallino-Treporti tra le prime località turistico-balneare italiane, in quanto gravitante al polo turistico veneziano dalla forte attrattività. Nel 2023 ha registrato circa 6,8 milioni di presenze.
Lungo la costa marina, caratterizzata da spiaggia, sono presenti diversi villaggi-campeggi. Le strutture ricettive vengono frequentate principalmente da turisti nord europei (da Germania, Austria e Danimarca, in primis). Gli alberghi sono invece relativamente pochi e di limitate dimensioni. Nel corso degli anni il grande flusso turistico ha generato la nascita di numerose attività commerciali e di servizio, generalmente ad attivazione stagionale.
Dal 2006 il litorale di Cavallino-Treporti ha ottenuto il riconoscimento della Bandiera Blu.

### Agricoltura
La parte del territorio comunale più interna rispetto al mare è dedicata all'agricoltura intensiva. Le aziende agricole che operano nel territorio del litorale hanno generalmente una conduzione familiare e sono di ridotta estensione; tuttavia, grazie ad un'altissima specializzazione nelle colture orticole in serra e a metodi di coltivazione avanzati, riescono ad ottenere ottimi risultati in termini di reddito e di qualità del prodotto. Gli ortaggi del Cavallino raggiungono quotidianamente i principali mercati del Veneto e del nord Italia. Il settore agricolo occupa da tempo un posto di rilievo nel sistema economico di Cavallino Treporti.

## Amministrazione

### Sindaci dal 1999
| Nominativo                                           | Nominativo                                           | Partito / Coalizione                                 | Periodo                                              | Elezione                                             |
| Sindaci eletti direttamente dai cittadini (dal 1999) | Sindaci eletti direttamente dai cittadini (dal 1999) | Sindaci eletti direttamente dai cittadini (dal 1999) | Sindaci eletti direttamente dai cittadini (dal 1999) | Sindaci eletti direttamente dai cittadini (dal 1999) |
| ---------------------------------------------------- | ---------------------------------------------------- | ---------------------------------------------------- | ---------------------------------------------------- | ---------------------------------------------------- |
|                                                      | Sandro Calvosa (Commiss. prefettizio)                | -                                                    | 1999-2000                                            | -                                                    |
|                                                      | Claudio Orazio                                       | Centro-sinistra                                      | 2000-2005                                            | 2000                                                 |
|                                                      | Erminio Vanin                                        | Centro-destra                                        | 2005-2010                                            | 2005                                                 |
|                                                      | Claudio Orazio                                       | Centro-sinistra                                      | 2010-2015                                            | 2010                                                 |
|                                                      | Roberta Nesto                                        | Centro-destra                                        | 2015-in carica                                       | 2015                                                 |
| 2020                                                 | Roberta Nesto                                        | Centro-destra                                        | 2015-in carica                                       |                                                      |

## Sport
Cavallino-Treporti ha due società di calcio a livello dilettantistico, la Asd Cavallino militante in Prima Categoria e l'Acd Treporti militante in Seconda Categoria.